# MacBook Pro
MacBook Pro — серія портативних комп'ютерів (ноутбуків) Macintosh від Apple Inc. Введені у продаж з лютого 2006 року. Замінили PowerBook G4, і стали другим комп'ютером Apple, який перейшов на платформу Intel (після iMac). Цільовою аудиторією цього представника серії ноутбуків MacBook є професійні користувачі.